# Шопов, Наум
Нау́м Хри́стов Шо́пов (болг. Наум Христов Шопов; 27 июля 1930, Стара-Загора Болгария — 18 апреля 2012, София, Болгария) — болгарский актёр и режиссёр театра и кино. Народный артист НРБ (1986).

## Биография
Не получил театрального образования. Выступал в Театре Народной армии. Играл также в Национальном театре Ивана Вазова. В кино с 1960 года («Бедная улица»).
Был женат на актрисе Невене Симеоновой. Сын Христо Шопов — тоже актёр.

## Театр
- «Чудак» Хикмета — Неджми
- «Горе от ума» Грибоедова — Молчалин
- «Гамлет» Шекспира — Гамлет
- «Игрок» Достоевского — Алексей Иванович
- «Записки сумасшедшего» Гоголя — Поприщин

## Избранная фильмография

### Актёр
- 1960 — Бедная улица / Бедната улица — Жорж
- 1962 — Двое под небом / Двама под небето — деревенский философ
- 1963 — Инспектор и ночь / Инспекторът и нощта — лейтенант
- 1964 — Похититель персиков / Крадецът на праскови — Дьо Гревил
- 1964 — Отпуск репортёра / Невероятна история — эпизод
- 1964 — До города близко / До града е близо — Златев
- 1965 — Волчица / Вълчицата — Кирилов
- 1965 — Царь и генерал / Цар и генерал — царь Борис III
- 1967 — Изгнанный из рая / Изгонен от рая — музыкант (к/м)
- 1967 — Если не идет поезд / Ако не иде влак — инструктор Димо (к/м)
- 1967 — Случай в Пенлеве / Случаят Пенлеве — майор Ранко Иванов / полковник Ранко Иванов
- 1968 — Небо над Велекой / Небето на Велека — Цветан
- 1969 — Иконостас / Иконостасът — Таке
- 1970 — Князь / Князът — хан Чоки
- 1970 — Нет ничего лучше плохой погоды / Няма нищо по-хубаво от лошото време — Райман
- 1971 — Голая совесть / Гола съвест — затворник
- 1971 — Комитет девятнадцати — Асеверо (СССР)
- 1972 — Третья после Солнца / Трета след слънцето — странник Лен
- 1973 — Белая Одиссея / Бялата одисея — капитан Стоевский
- 1973 — Нона / Нона — Милевский
- 1973 — Вечные времена / Вечни времена — Иларион
- 1974 — Дублер / Дубльорът — Боян Панов
- 1975 — Дачная зона / Вилна зона — зять Минчо Минчев
- 1976 — Солдаты свободы / Войници на свободата — царь Борис III (мини-сериал, СССР—Болгария—Венгрия—ГДР—Польша—Румыния—Чехословакия)
- 1978 — Ралли / Рали — Томру Агаса (ТВ)
- 1978 — Тепло / Топло — журналист
- 1978 — Рояль / Роялът — директор Тодоров (в советском прокате «В поисках музыки»)
- 1979 — По следам пропавших без вести / По дирята на безследно изчезналите — генерал Вылков (сериал)
- 1979 — Бедный Лука / Бедният Лука — Лука
- 1981 — Капитан Петко Войвода / Капитан Петко Войвода (сериал)
- 1982 — Под одним небом / Под едно небе — Найденов (Болгария—СССР)
- 1982 — О барышне и её мужской компании / За госпожицата и нейната мъжка компания — Петросян
- 1983 — Константин Философ / Константин Философ  — логофет Феоктист
- 1985 —  / Не се сърди, човече — Владов
- 1985 — Лесной народ / Горски хора
- 1986 — Эшелон / Ешелоните на смъртта — Йосиф Леви
- 1988 — Большая игра — Майкл Велш (дублирует актёр Александр Демьяненко) (мини-сериал)
- 1989 —  / Заплахата
- 1989 —  / Завраштане — Богдан
- 1990 — То нечто / Онова нещо — Филип
- 1991 — Тишина / Тишина — Никола Петров
- 1991 —  / О, Господи, къде си? — Марин Стефанов
- 1991 — Отец яйца / Бащата на яйцето — генерал Фето
- 1991 — Молчание / Мълчанието — доцент истории
- 1994 — Граница / Граница — капитан
- 1997 — Рекет / Ръкет (мини-сериал)
- 1998 — Вагнер / Вагнер — бригадир, поп Пешо, нищий слепец, продавец
- 1999 —  / Магьосници — Злият магьосник
- 2006 —  / Приятелите ме наричат Чичо (ТВ)
- 2007 — Одна короткая история / One Short Story — Сандо (ТВ)
- 2012 — Инкогнита / Инкогнита — профессор Исаак Давидович

### Режиссёр
- 1972 — Хлеб / Хляб (к/м)

### Сценарист
- 1972 — Хлеб / Хляб (к/м)

## Награды
- 1974 — Заслуженный артист НРБ
- 1966 — премия Кинофестиваль в Карловых Варахкинофестиваля в Карловых Варах («Царь и генерал»)
- 1980 — Димитровская премия
- 1986 — Народный артист НРБ
- 2000 — Орден «Стара-планина» I степени[2]
- 2010 — орден Святого Паисия Хилендарского